# Smith Meade Purdy
Smith Meade Purdy (* 31. Juli 1796 in North Norwich, New York; † 30. März 1870 in Norwich, New York) war ein US-amerikanischer Jurist und Politiker. Zwischen 1843 und 1845 vertrat er den Bundesstaat New York im US-Repräsentantenhaus.

## Werdegang
Smith Meade Purdy besuchte Gemeinschaftsschulen. Er studierte Jura. Nach dem Erhalt seiner Zulassung als Anwalt 1819 begann er in Sherburne zu praktizieren. 1827 zog er nach Norwich. Er setzte dort seine Tätigkeit als Anwalt fort. 1833 ernannte man ihn zum Richter am Court of Common Pleas sowie Vormundschafts- und Nachlassrichter im Chenango County – ein Posten, den er bis zu seinem Rücktritt 1837 innehatte. Politisch gehörte er der Demokratischen Partei an.
Bei den Kongresswahlen des Jahres 1842 für den 28. Kongress wurde Purdy im 22. Wahlbezirk von New York in das US-Repräsentantenhaus in Washington, D.C. gewählt, wo er am 4. März 1843 die Nachfolge von Samuel Partridge und Lewis Riggs antrat, welche zuvor zusammen den 22. Distrikt im US-Repräsentantenhaus vertraten. Da er auf eine erneute Kandidatur 1844 verzichtete, schied er nach dem 3. März 1845 aus dem Kongress aus.
Nach seiner Kongresszeit ging er wieder seiner Tätigkeit als Jurist nach. 1847 wurde er zum Richter sowie Vormundschafts- und Nachlassrichter im Chenango County gewählt – ein Posten, den er bis 1851 bekleidete. Aufgrund seines schlechten Gesundheitszustandes lehnte er eine erneute Nominierung ab und zog sich von den aktiven Betätigungen zurück. Er verstarb ungefähr fünf Jahre nach dem Ende des Bürgerkrieges in Norwich und wurde dann auf dem Mount Hope Cemetery beigesetzt.